# Wharton School

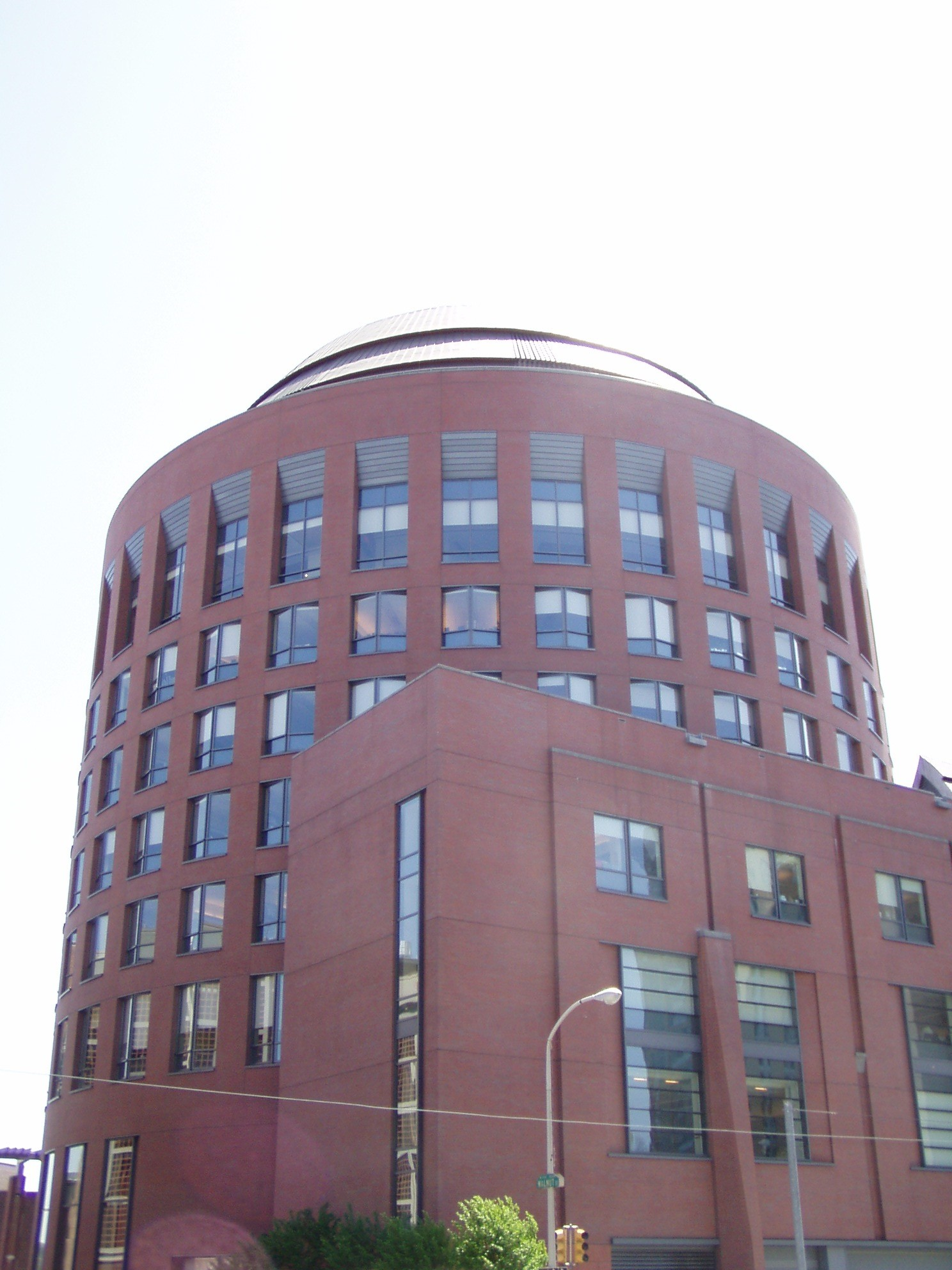
Huntsman Hall

De Wharton School of kortweg Wharton is de businessschool van de University of Pennsylvania. De in 1881 opgerichte school wordt gezien als een van 's werelds toonaangevende businessschools.

## Bekende alumni
- Hoodie Allen, hip-hop artiest en rapper
- Noreena Hertz, Brits econoom en activiste
- Neel Kashkari,  Amerikaans ingenieur, topfunctionaris en politicus
- Ted Kaufman, Amerikaans politicus
- Gerard Kleisterlee, Nederlands bestuursvoorzitter van Philips[1]
- Lawrence Lessig, oprichter en directeur Harvard Berkman Center for Internet & Society
- Evan McMullin, Amerikaans politicus en voormalige CIA-agent
- Winnie Monsod
- Elon Musk, ondernemer
- Manuel Pangilinan, bestuursvoorzitter van First Pacific
- Alassane Dramane Ouattara, president van Ivoorkust (2010–heden)
- Garrett Reisman, astronaut
- Manuel Roxas II, Filipijns politicus
- John Sculley, CEO, Pepsi[2]
- Nassim Nicholas Taleb, oprichter van Empirica Capital en schrijver
- Donald J. Trump, 45ste en 47ste president van de Verenigde Staten
- Donald Trump jr., Executive Vice President van The Trump Organization
- Ivanka Trump, Executive Vice President van The Trump Organization (2005-2017)
- Jean-Pierre Van Rossem, Belgisch econoom, zakenman en politicus
- Idara Victor, Amerikaans actrice
- Cesar Virata, minister-president (1981-1986) en minister van Financiën (1970-1986) van de Filipijnen
- Anthonie Wattel, Nederlands econoom en politicus
- Rick Yune, acteur